# A Passage To Bangkok

A Passage to Bangkok est une chanson du groupe rock canadien Rush. Elle est sortie en 1976 sur leur 4e album 2112. La chanson donne son titre à l'album, 2112. Puisqu'elle occupe la première moitié de l'album en termes de durée, A Passage To Bangkok ouvre la face B de l'album (sur le vinyle originel et la cassette audio).

## Composition
La chanson a une tonalité en mi mineur et est jouée en 4/4,.
Le guitariste Alex Lifeson a déclaré en 2009 que la chanson de Led Zeppelin, Kashmir, avait inspiré A Passage To Bangkok.

## Paroles
Les paroles, écrites par le batteur Neil Peart, sont largement interprétées comme décrivant le tourisme de la drogue, en particulier celui du cannabis. Les paroles emploient des insinuations, évitant de nommer des drogues réelles. La chanson évoque la visite de la Colombie, du Mexique, de la Jamaïque, du Maroc, de la Thaïlande, de l'Afghanistan, des « nuits dorées d'Acapulco » (une référence à Acapulco Gold), du Népal et du Liban. On mentionne les « anneaux de fumée », les « chimères », les parfums divers, et les indigènes accueillants qui « transmettent » leur « rendement » indéterminé.

Alex Lifeson a dit :

« Cette pièce est un petit voyage amusant vers tous les bons endroits où vous pourriez aller pour prendre une bouffée. Nous avons pensé que ce serait plutôt amusant d'écrire une chanson à ce sujet, et Neil l'a fait d'une manière très éloquente, je trouve. Cette chanson a probablement été écrite dans une ferme, sur une guitare acoustique, devant une sorte de petit magnétophone. On enregistrait comme ça, puis on descendait au sous-sol et on répétait. »

Dans le documentaire Classic Albums Presents the Making of 2112 and Moving Pictures (2010), Neil Peart déclare que l'intention était d'être « léger dans le ton et d'écrire des chansons amusantes » lorsque la chanson A Passage to Bangkok était évoquée. Dans le film, le batteur des Foo Fighters Taylor Hawkins, le producteur de Rush Terry Brown et Neil Peart expliquent et démontrent les subtilités de la chanson qui en font une référence ironique à la consommation de drogue dans les années 1970.

## Retours
Ultimate classic rock a classé A Passage To Bangkok au 16e rang sur leur liste des « 167 chansons de Rush classées des pires aux meilleures », écrivant que c'est « l'une des mélodies vocales les plus tranchantes que le groupe ait écrites avant 1980, et c'est quelque chose d'amusant pour des paroles. Ils ont dit que c'était vraisemblablement la meilleure chanson de l'album 2112 ».
Odyssey a noté la chanson 4,5/5 et a écrit qu'elle commence par un riff incroyable de Lifeson. Ils ont également qualifié la voix de Geddy Lee de calme mais impressionnante. Ils l'ont classée n°61 sur leur classement de la discographie de Rush.
Greg Prato d'AllMusic a désigné A Passage To Bangkok comme l'un des temps forts de l'album.

## Interprètes
- Geddy Lee : chant, basse
- Alex Lifeson : guitare
- Neil Peart : batterie